# Trichosphaeria
Trichosphaeria of Puistzwam is een geslacht van schimmels behorend tot de familie Trichosphaeriaceae. De typesoort is Trichosphaeria pilosa. De wetenschappelijke naam van het geslacht werd in 1870 gepubliceerd door Fuckel.

## Soorten
Volgens Index Fungorum telt het geslacht 48 soorten (peildatum januari 2022):
| Soortnaam                                       | Auteur(s)                        | Publicatiejaar |
| ----------------------------------------------- | -------------------------------- | -------------- |
| Trichosphaeria affinis                          | Penz. & Sacc.                    | 1897           |
| Trichosphaeria anselliae                        | É.J. Marchal                     | 1894           |
| Trichosphaeria bambusina                        | Höhn.                            | 1909           |
| Trichosphaeria barbula                          | (Berk. & Broome) G. Winter       | 1885           |
| Trichosphaeria breviseta                        | Dearn.                           | 1916           |
| Trichosphaeria caesia                           | (Carmich. ex Curr.) Sacc.        | 1882           |
| Trichosphaeria corynephora                      | (Cooke) Sacc.                    | 1883           |
| Trichosphaeria crassipila                       | Grove                            | 1912           |
| Trichosphaeria cupressina                       | Rehm                             | 1906           |
| Trichosphaeria dactylosporifera                 | Petch                            | 1926           |
| Trichosphaeria elisae-mariae                    | Sacc. & Pat.                     | 1883           |
| Trichosphaeria erythrella                       | (Wallr.) Fuckel                  | 1870           |
| Trichosphaeria exosporioides                    | Fuckel                           | 1870           |
| Trichosphaeria fasciculifera                    | Petch                            | 1926           |
| Trichosphaeria ferenotabilis                    | Sivan. & W.H. Hsieh              | 1989           |
| Trichosphaeria fissurarum                       | (Berk. & M.A. Curtis) Sacc.      | 1882           |
| Trichosphaeria flavida                          | Ellis & Everh.                   | 1892           |
| Trichosphaeria hariotiana                       | P. Karst. & Har.                 | 1890           |
| Trichosphaeria herpotrichioides                 | (Kirschst.) Kirschst.            | 1911           |
| Trichosphaeria interpilosa                      | Fairm.                           | 1906           |
| Trichosphaeria invisa                           | Morgan                           | 1904           |
| Trichosphaeria javensis                         | Höhn.                            | 1909           |
| Trichosphaeria kamatii                          | A.S. Patil & V.G. Rao            | 1973           |
| Trichosphaeria lauri                            | Sousa da Câmara & Luz            | 1939           |
| Trichosphaeria lichenum                         | P. Karst. & Har.                 | 1890           |
| Trichosphaeria macularis                        | Syd., P. Syd. & E.J. Butler      | 1911           |
| Trichosphaeria magna                            | Rick                             | 1933           |
| Trichosphaeria nobilis                          | Sacc. & Speg.                    | 1878           |
| Trichosphaeria notabilis (Ruigharige puistzwam) | Mouton                           | 1900           |
| Trichosphaeria oreopanacis                      | E. Müll.                         | 1965           |
| Trichosphaeria ovata                            | Butin                            | 1975           |
| Trichosphaeria paraensis                        | Syd. & P. Syd.                   | 1909           |
| Trichosphaeria pilosa (Stekelharige puistzwam)  | (Pers.) Fuckel                   | 1870           |
| Trichosphaeria proxima                          | Penz. & Sacc.                    | 1897           |
| Trichosphaeria pulviscula                       | Feltgen                          | 1903           |
| Trichosphaeria pycnotrichia                     | Saccas                           | 1954           |
| Trichosphaeria regulina                         | (Berk. & Broome) Sacc.           | 1882           |
| Trichosphaeria regulinoides                     | Sacc.                            | 1882           |
| Trichosphaeria sacchari                         | Massee                           | 1893           |
| Trichosphaeria sparsibarba                      | Petch                            | 1922           |
| Trichosphaeria squalidula                       | (Cooke & Peck) Lar.N. Vassiljeva | 1998           |
| Trichosphaeria subcalva                         | Ellis & Everh.                   | 1893           |
| Trichosphaeria superficialis                    | (Curr.) Sacc.                    | 1882           |
| Trichosphaeria tarda                            | (Fuckel) Fuckel                  | 1870           |
| Trichosphaeria tetraspora                       | Feltgen                          | 1903           |
| Trichosphaeria underwoodii                      | Earle                            | 1898           |
| Trichosphaeria vagans                           | Boud.                            | 1905           |
| Trichosphaeria vandae                           | Verwoerd & du Plessis            | 1933           |